# キャラ (芸能プロダクション)
株式会社キャラは主に声優、ナレーターのマネジメントを行う芸能事務所。
1997年（平成9年）4月に島よしのりを代表として設立。大阪をはじめ関西を中心に活動している。

## 所属タレント

### 男性
| あ行 - 石田隼大 - 井上宏之 - 梅本尚太 - 尾崎淳 か行 - 要勇人 - 木地谷俊行 - 木村英樹 さ行 - しのや文秀 | た行 - ターキー - 高倉大輝 - たさきこうじ - タダシ - 出来百年 な行 - 中澤ジョニィ - 西川慶 - 西川たけのすけ - 新田真士 - 沼田俊也 | は行 - 橋本健一 - 伴宗徳 - 兵庫シュウヘイ - 藤崎照彦 ま行 - 松本拓也 - 三木潤一郎 - 三好博規 や〜わ行 - 湯口和明 - 和田直樹 |

### 女性
| あ行 - 青木宏子 - 赤田富子 - あさいさくら - あまの晴奈 - ALCO - 淡路谷慶子 - 伊藤由樹美 - 今西由利子 - 岩田麻里 - 岩田裕美子 - 梅下さあや - 梅野真由美 - 岡本光央 | か行 - かわたそのこ - 川野奈津美 - 上林美香 - 木戸優希 - KINAKO - 小西利奈 - こひなあすか さ行 - 坂本ゆうこ - 猿渡美穂 - 沢井則江 - すみのりこ | た行 - 高塚純 - 辰己マーサ - 田辺洋子 - 谷藤リョーコ - 辻裕子 - 堂園ゆりこ な行 - 中川キッコ - 中村郁 - 中辻弥寸子 - にしむらまや | は行 - 長谷川美佳 - 林亜由子 - 東千乃 - ひのなみ - 平野舞 - 平見聖咲子 - 星波綾 - 堀川節子 | ま行 - 松葉恭子 - 松本まきこ - mio - 三間はるな - 宮城しづこ - 三宅奈緒子 - みるき や〜わ行 - 安西なをみ - 山崎カナコ - 山城舞子 - 山田茉由子 - 吉岡香織 |

## かつて所属していたタレント
- 有賀alee功造
- Kay稲毛
- 重塚利弘
- 野中政宏

## キャラOKINAWA
2007年（平成19年）1月、沖縄に初の声優プロダクションとして設立。代表は島よしのり。

### 所属タレント

#### 男性
- 島よしのり
- 渡嘉敷良
- あったゆういち
- 知花悠介
- 中西俊樹
- 伊佐謙吾
- 渡辺正崇
- 津谷雄文

#### 女性
- 山内佑利子
- あおいけまきえ
- おどみわ
- 岡田ちさ
- 山田真理子
- たくぼみちよ
- 渡辺奈穂
- いずみゆい
- 松田礼那
- 喜舎場みき
- やびくかりん
- しんざとちかこ
- エリナ
- 上田詩織
- 大城メロディ
- 大城由佳
- 渡久地いくみ
- 普久原実咲→所属先を大阪に変更

#### かつて所属していたタレント
- 鉄太郎
- 富島靖子【YACCO-BABY】
- 中村一枝
- 植田真梨子
- 石底マキ
- 砂川みわ